# Susana Hornillo Mellado
Susana Hornillo Mellado (Alcalá de Guadaíra, 1976) es una política española, doctora ingeniera de Telecomunicación y profesora en la Escuela Técnica Superior de Ingeniería de la Universidad de Sevilla. Desde septiembre de 2022 es la portavoz de Podemos Sevilla y concejala en el Ayuntamiento de Sevilla. Su trayectoria profesional se ha centrado en la propagación de ondas electromagnéticas, la ingeniería acústica y el tratamiento digital de señales. Como investigadora, Hornillo ha publicado diversos trabajos relacionados con su campo de especialización, incluyendo artículos en revistas científicas y participación en conferencias.

## Biografía
Nacida el 28 de julio de 1976 en Alcalá de Guadaíra (Sevilla), es la mayor de dos hermanos. Hija de un electricista, Alejandro Hornillo, ya jubilado, y de Inmaculada Mellado, ama de casa (fallecida en 2017). 
Cursó Bachillerato en el IES Cristóbal de Monroy  (Alcalá de Guadaíra). En 2001 terminó la carrera de Ingeniería de Telecomunicación en Sevilla y fue contratada como profesora en el Dpto. de Teoría de la Señal y Comunicaciones  de la Escuela Técnica Superior de Ingeniería, Universidad de Sevilla. En 2005 leyó su tesis titulada "Sobre el Análisis en Componentes Independientes de Imágenes Naturales".
Imparte clases de Propagación de Ondas, Ingeniería Acústica y Señales y Sistemas de Radiofrecuencia.

## Política
Ha participado en movimientos sociales como la lucha feminista y en defensa de los servicios públicos. Se unió a Podemos en 2020 y colabora como voluntaria en el Grupo de Colaboración Social de Podemos, donde ayuda a la gente sin recursos y víctimas de la brecha digital a tramitar las ayudas estatales, especialmente la ayuda del Ingreso Mínimo Vital, abogando por la igualdad social y la justicia para todos.
En septiembre de 2022 fue elegida portavoz de Podemos Sevilla y en enero de 2023 se anunció que lideraría la candidatura conjunta Podemos-IU para las elecciones municipales de mayo de 2023.
Tras las elecciones, Susana Hornillo comienza su andadura como concejala en el Ayuntamiento de Sevilla y se convierte en la portavoz del grupo municipal Podemos-IU.
En su carrera política, Susana Hornillo ha destacado por su lucha por la igualdad, por una vivienda asequible , la lucha contra los vertidos en el río Guadalquivir, la naturalización y el patrimonio verde de Sevilla. Actualmente, se presenta como candidata a liderar el partido Podemos en Andalucía.

## Investigación
Ha publicado varios artículos y presentaciones en conferencias en esta área. Algunos de sus trabajos incluyen la clasificación sin supervisión de datos de media cero basados en análisis de componentes principales de norma L1, la predicción de sombreado de satélites en ciudades inteligentes con aplicaciones en Internet de las cosas, y la extracción no invasiva del ECG fetal. 
También ha investigado la conexión entre el sistema visual humano y el análisis de componentes independientes y ha aplicado ICA a la detección de bordes y marcado de agua.
En su carrera, Mellado ha sido invitada a hablar en varias conferencias internacionales y ha recibido reconocimiento por sus contribuciones a la investigación en ICA y procesamiento de señales.

## Proyecto de investigación
Clasificación explicada de lesiones de la piel utilizando inteligencia artificial (PID2021-127871OB-I00 - Equipo de Investigación)
Herramienta de priorización y análisis de lesiones de la piel mediante inteligencia artificial (PROYEXCEL_00889 - Equipo de Investigación)
Inteligencia artificial para discriminación de lesiones malignas de la piel (US-1381640 - Equipo de Investigación)
Herramienta Software para el Análisis de Malignidad de Lesiones Pigmentadas Basada en Imágenes Visibles y de Infrarrojo Cercano (Nir) (DPI2016-81103-R - Equipo de Investigación)
Minerva 2C/041-29 (SR-0044/2008 - Investigador)
Motor de Procesamiento Digital para Separación de Voz y Electrocardiogramas (P07-TIC-02865 - Investigador)